# Runcu Mare (okręg Aluta)
Runcu Mare – wieś w Rumunii, w okręgu Aluta, w gminie Grădinari. W 2011 roku liczyła 551 mieszkańców.